# 柳弘
柳弘（540年代—570年代），字匡道，河东郡解县（今山西省运城市临猗县）人，出自河东柳氏西眷，北周官员。

## 生平
柳弘年少聰穎，善於草書，涉獵多種書籍，文辭華麗，和弘農楊素是莫逆之交。柳弘以中外府記室參軍为起家官，建德初年擔任內史上士，歷小宮尹、御正上士。南陳派王偃民交聘，周武帝下令柳弘慰勞王偃民。王偃民對他說：「我來那天在藍田正逢滋水暴涨，拿著的國信沖掉了。現在呈上的國信是部下仿作的。麻煩你率領在下流的人尋回國信。」柳弘回應：「以前淳于髡獻上空籠，前史都稱頌他。閣下呈上假信，难道是陳君的命令？」王偃民慚愧不能回答。周武帝聽聞後很高興，將王偃民交聘的禮物賜給柳弘，仍派他回访南陳。他應對縝密，獲得時人稱讚。出使完畢，柳弘拜任內史都上士，遷官御正下大夫，不久在任內去世，虛歲三十一。周武帝很惋惜，贈晉州刺史。楊素寫下祭文：「山陽王弼，風流長逝。潁川荀粲，零落無時。修竹夾池，永絕梁園之賦；長楊映沼，無復洛川之文。」有文集流傳。

## 家庭

### 父母
- 柳庆，北周骠骑大将军、开府仪同三司、司会中大夫、平齐景公
- 裴丽华，出自河东裴氏定著五房之一的南来吴裴，北魏使持节、散骑常侍、都督豫雍兖徐司五州诸军事、征南将军、豫州刺史、兰陵郡开国公，赠骠骑大将军、开府仪同三司、谥号忠武公裴叔业曾孙女，员外散骑常侍、辅国将军、中散大夫、兰陵公，赠平南将军、豫州刺史、谥号敬公裴谭第四女，魏前二年封始平县君，魏后元年封常乐郡君，开皇五年封建安国太夫人

### 兄弟姐妹
- 柳机，隋朝使持节、冀州诸军事、冀州刺史、建安简公
- 柳旦，隋朝太常少卿、代理黄门侍郎、开府仪同三司、新城县男
- 柳肃，隋朝工部侍郎
- 柳勃，相州林虑县县令
- 柳瑗明，嫁长安男和稽勇
- 柳琬净，嫁当亭公贺若弼
- 柳瑜光，嫁虞部拓跋亶
- 柳玉润，嫁中外府记室侯莫陈孝达
- 柳珉英

## 引用
1. 1 2  《周書·卷二十二·列傳第十四》：柳慶字更興，解人也。……子機嗣。……機弟弘，字匡道，少聰穎，亦善草隸，博涉群書，辭彩雅贍。與弘農楊素為莫逆之交。解巾中外府記室參軍。建德初，除內史上士，歷小宮尹、御正上士。
2. 1 2  《北史·卷六十四·列傳第五十二》：機弟弘，字匡道。少聰穎，工草隸，博涉群書，辭采雅贍。與弘農楊素為莫逆交。解巾中外府記室。建德初，除內史上士。曆小宮尹、御正上士。
3. ↑  《周書·卷二十二·列傳第十四》：陳遣王偃民來聘，高祖令弘勞之。偃民謂弘曰：「來日，至於藍田，正逢滋水暴長，所齎國信，溺而從流。今所進者，假之從吏。請勒下流人，見為追尋此物也。」弘曰：「昔淳於之獻空籠，前史稱以為美。足下假物而進，詎是陳君之命乎。」偃民慚不能對。高祖聞而嘉之，盡以偃民所進之物賜弘，仍令報聘。占對詳敏，見稱于時。使還，拜內史都上士，遷御正下大夫。尋卒于官，時年三十一。高祖甚惜之。贈晉州刺史。楊素誄之曰：「山陽王弼，風流長逝。潁川荀粲，零落無時。修竹夾池，永絕梁園之賦；長楊映沼，無復洛川之文。」其為士友所痛惜如此。有文集行於世。
4. ↑  《北史·卷六十四·列傳第五十二》：陳遣王偃人來聘，武帝令弘勞之。偃人謂弘曰：「來日至藍田，正逢滋水暴長，所賚國信，溺而從流。今所進，假之從吏。請勒下流人見為尋此物。」弘曰：「昔淳於之獻空籠，前史稱以為美。足下假物而進，詎是陳君命乎？」偃人慚不能對。武帝聞而嘉之，盡以偃人所進物賜弘，仍令報聘。占對敏捷，見稱于時。後卒于禦正下大夫。贈晉州刺史。楊素誄之曰：「山陽王弼，風流長逝；潁川荀粲，零落無時。修竹夾池，永絕梁園之賦；長楊映沼，無復洛川之文。」其為士友所痛惜如此。有文集行於世。

## 延伸阅读
[在维基数据编辑]
 《周書·卷22》，出自令狐德棻《周書》